# Suffocate
«Suffocate» es una canción grabada por la banda estadounidense de hardcore punk Knocked Loose, con la participación de la cantante estadounidense Poppy. Fue lanzada el 23 de abril de 2024 a través de Pure Noise Records. Sirvió como el tercer sencillo del tercer álbum de estudio de la banda You Won't Go Before You're Supposed To (2024). La canción recibió una nominación al Grammy en la categoría de Mejor Interpretación de Metal.

## Antecedentes
La colaboración surgió después de que Poppy se comunicara con el vocalista de la banda, Bryan Garris, expresando su interés en trabajar juntos.

## Reconocimientos
"Suffocate" está nominada en la 67.ª edición de los Premios Grammy en la categoría de Mejor Interpretación de Metal, convirtiéndose en la primera nominación de Knocked Loose. También se convirtió en la segunda nominación de Poppy en la misma categoría, después de "Bloodmoney" de 2019. "Suffocate" entró en las listas Viral 50 de Spotify, alcanzando el puesto número 10. Se ubicó en las listas Hot Rock & Alternative Songs de Billboard, alcanzando el puesto número 50.

## Posicionamiento en lista
| Lista (2024)                                | Posición |
| ------------------------------------------- | -------- |
| US Hot Rock & Alternative Songs (Billboard) | 50       |